# Haven van Yokohama
De Haven van Yokohama (Japans: 横浜港, Yokohama-kō) wordt beheerd door het stadbestuur van Yokohama. Het ligt in de Baai van Tokio. Ten zuiden van de haven ligt de haven van Yokosuka en ten noorden de havens van Kawasaki en Tokio.

## Geschiedenis
Japan was bijna volledig afgesloten van het buitenland. Hierin kwam verandering met het Verdrag van Vriendschap en Handel tussen Japan en de Verenigde Staten dat in 1858 werd getekend. In dit verdrag werd Kanagawa specifiek genoemd als open haven. Op 2 juni 1859 werd de haven van Yokohama officieel geopend voor buitenlandse handel.
In 1872 werd de eerste spoorlijn in Japan in gebruik genomen tussen Yokohama en Tokio. Met het toenemen van de overslag werden nieuw pieren geopend, met loodsen bestemd voor de tijdelijke opslag. In 1913 werd het eerste bakstenen gebouw voor dit doel geopend op de Shinko Pier. In 1923 volgde een terugslag, de zware aardbeving legde de haven plat en 31.000 bewoners van de stad mensen kwamen hierbij om het leven.
Een periode van wederopbouw brak aan en nieuwe pieren en loodsen werden aangelegd. Omstreeks 1929 was de schade hersteld. Tijdens de Tweede Wereldoorlog lagen de werkzaamheden aan de haven stil en in de laatste fase werd de stad zwaar gebombardeerd. Na de oorlog kwam het beheer van de haven in handen van de Amerikaanse militaire autoriteiten, het was eerst alleen geopend voor militair verkeer, maar met de tijd nam het commerciële overslag wel toe. Pas in 1951 werd de haven overgedragen aan het stadsbestuur.
In 1968 werd het eerste containerschip gelost en geladen aan de Honmuko Pier. In 1989 werd het jubileum gevierd dat de haven voor 100 jaar werd beheerd door de stad en ook dat het 130 jaar eerder werd geopend. In dat jaar opende het Yokohama Maritiem Museum de deuren. In 1993 werden voor het eerst meer dan twee miljoen containers in de haven overgeslagen.

## Activiteiten
Het totale oppervlakte van de haven is 10.197 hectare, dit is iets kleiner dan de Haven van Rotterdam.
De haven telt tien grote pieren, waarbij elke pier is gespecialiseerd in de verwerking van bepaalde goederenstromen zoals containers, droge en natte bulk, passagiers en voedingsmiddelen.

### Statistieken
In 2020 bezochten 28.995 schepen de haven van Yokohama. Hiervan waren er 8525 zeeschepen, waarvan 4610 containerschepen, en de rest waren voornamelijk kustvaarders. Er werd 94 miljoen ton vracht verwerkt, waarvan 38 miljoen ton in containers werd aan- en afgevoerd. De totale waarde van de lading was 10.000 miljard yen (ca. US$ 100 miljard), waarvan 60% gerelateerd was aan de export. Belangrijke producten die via de haven werden ingevoerd zijn grondstoffen zoals aardolie en vloeibaar aardgas en voedingsmiddelen. De export bestaat vooral uit industriële producten en auto's.
In 2021 werd de haven uitgeroepen als meest efficiënte containerhaven ter wereld. Gemiddeld duurde het 1,1 minuut om een container te laden of te lossen.
| Jaar | Aantal schepen | waarvan zeeschepen | Overslag (×miljoen ton) | Containers (×1000 TEU) |
| ---- | -------------- | ------------------ | ----------------------- | ---------------------- |
| 2000 | 48.044         | 11.114             | 117,0                   | 2262                   |
| 2005 | 43.415         | 11.323             | 133,8                   | 2873                   |
| 2010 | 37.359         | 10.771             | 129,6                   | 3281                   |
| 2015 | 35.979         | 9865               | 114,7                   | 2787                   |
| 2020 | 28.995         | 8525               | 93,6                    | 2662                   |

## Afbeeldingen

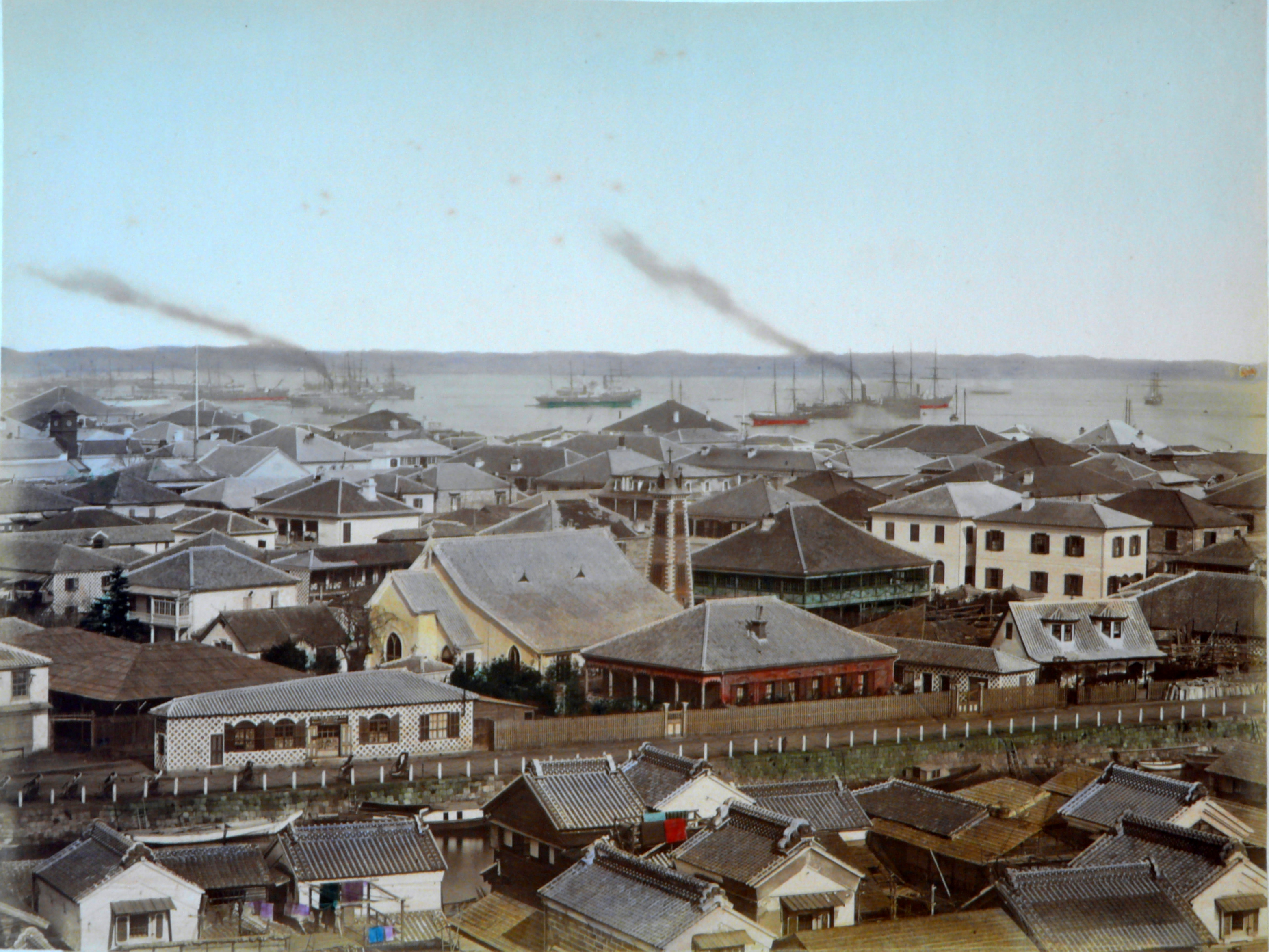
De haven (foto van voor 1886)
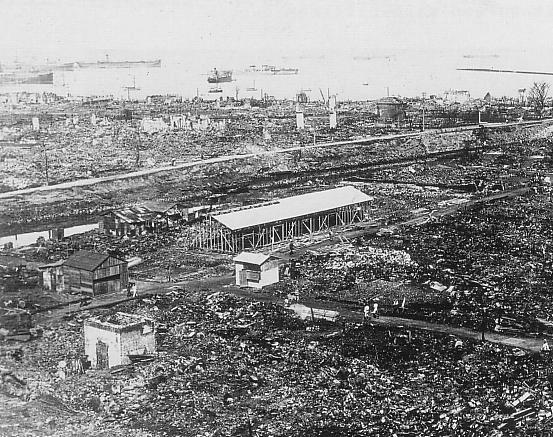
Beeld van de stad en haven na de Kanto-aardbeving (1924)
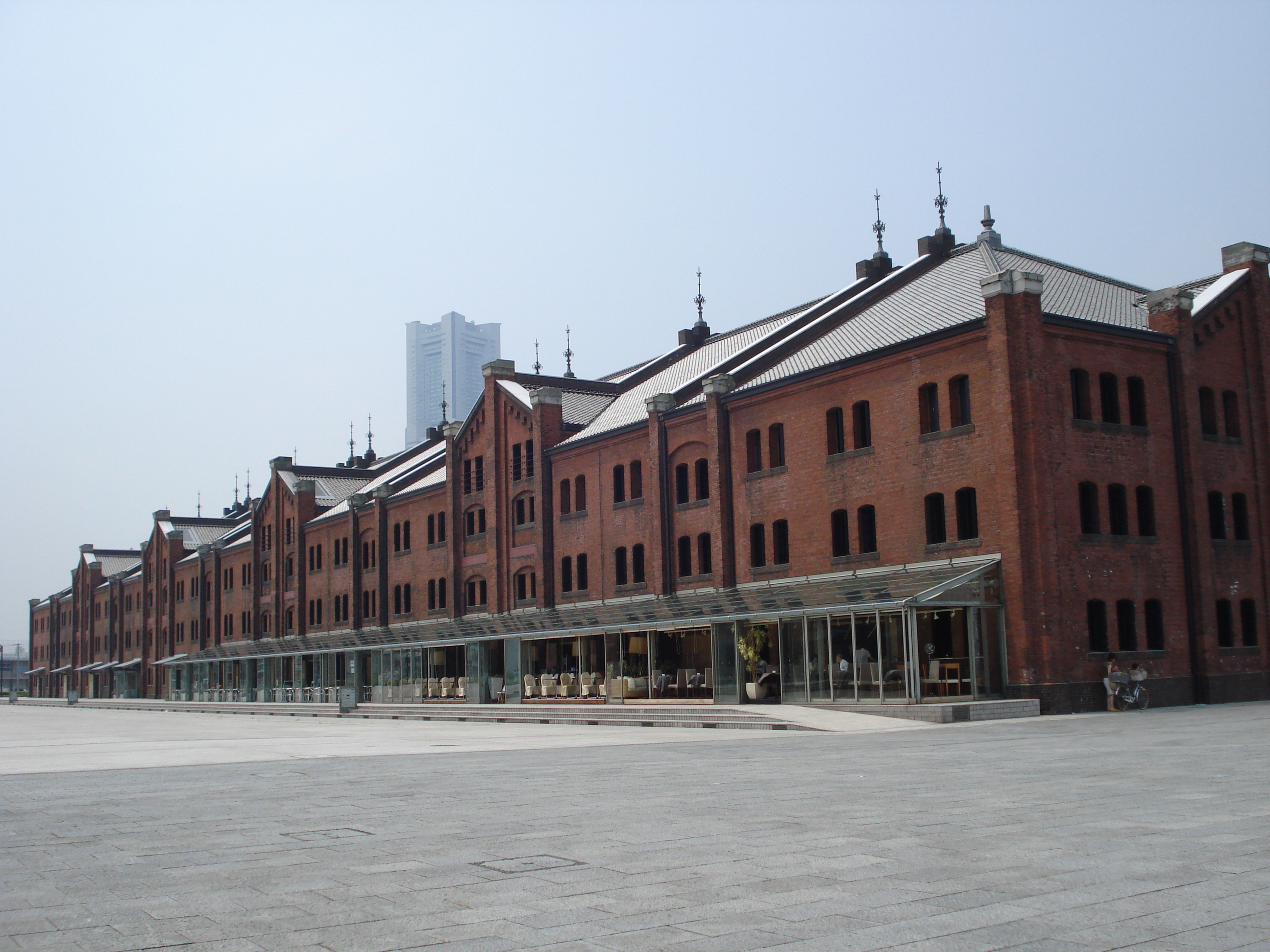
Oude havenloods van rode baksteen, nu een toeristische attractie
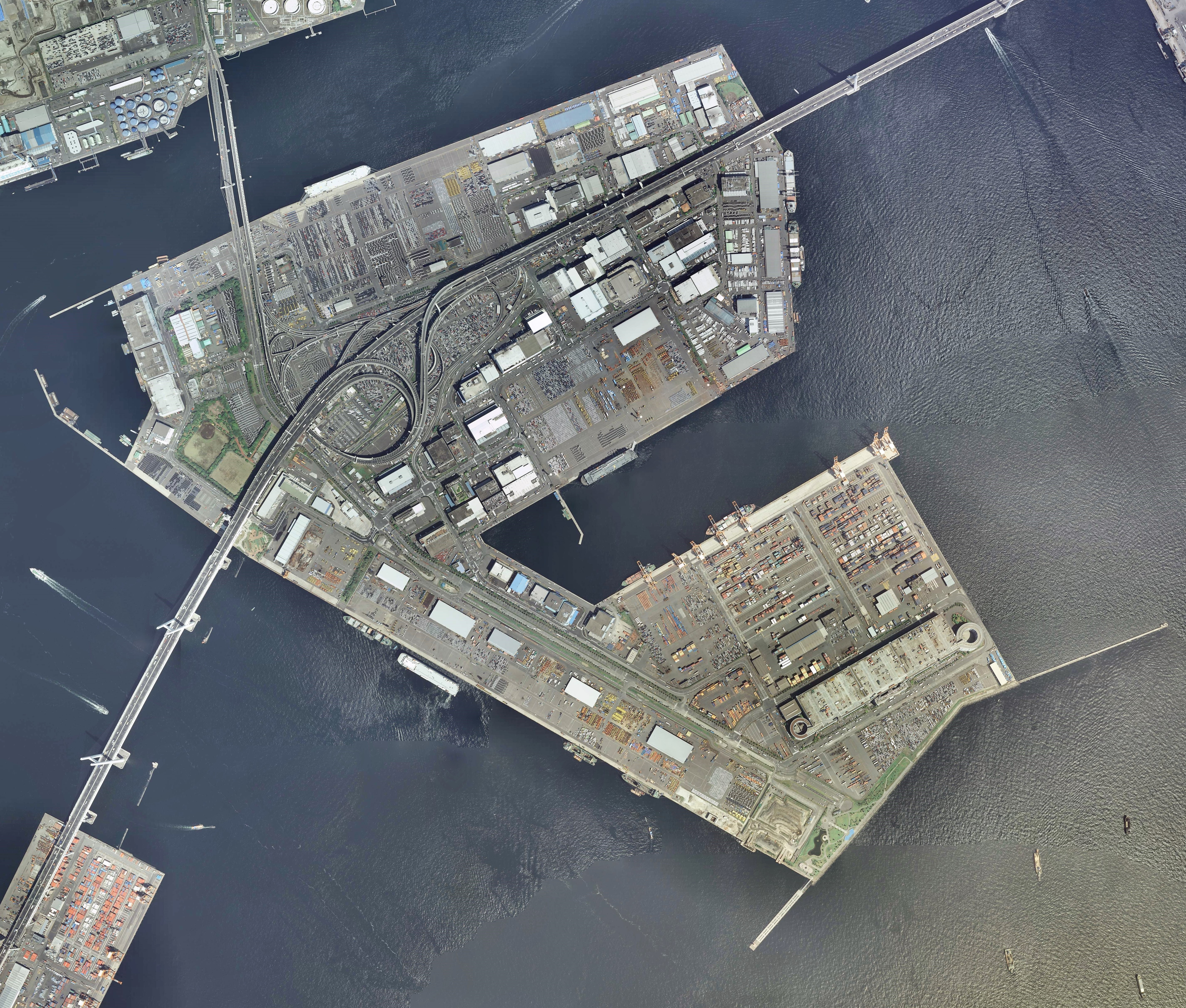
Daikoky Pier (2007)
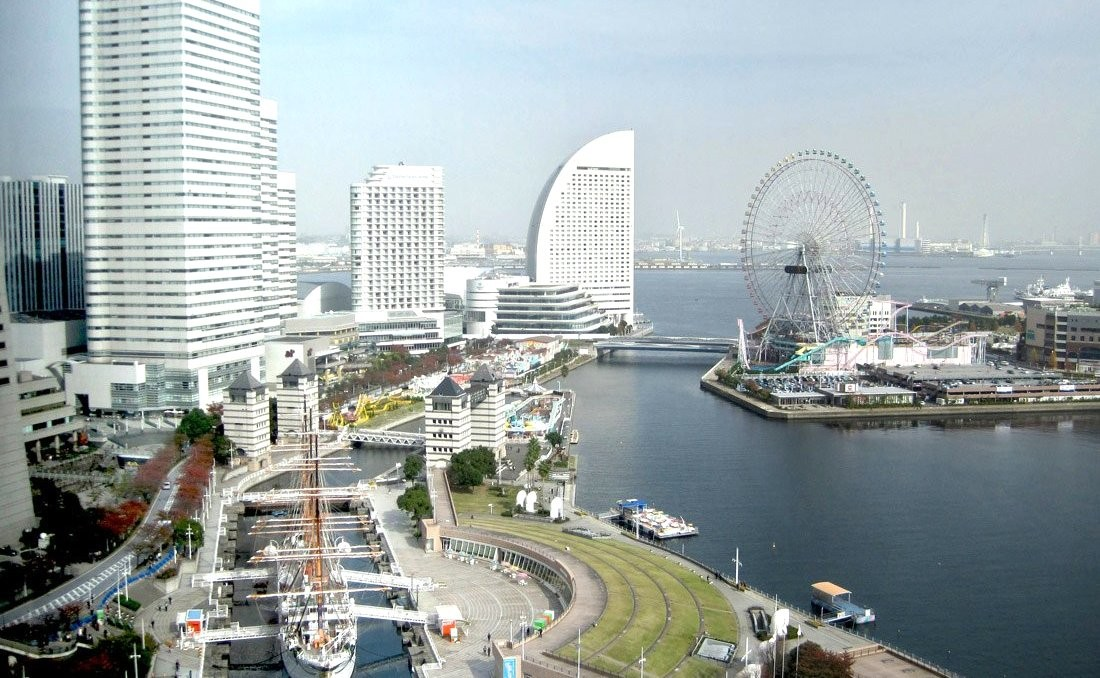
Zicht op de zeekade met het maritiem museum op de voorgrond